# Grucele
Grucele (prononciation : [ɡruˈt͡sɛlɛ]) est un village polonais de la gmina de Troszyn dans le powiat d'Ostrołęka de la voïvodie de Mazovie dans le centre-est de la Pologne.
Il se situe à environ 3 kilomètres au nord-ouest de Troszyn (siège de la gmina), 11 kilomètres à l'est d'Ostrołęka (siège du powiat) et à 105 kilomètres au nord-est de Varsovie (capitale de la Pologne).
Le village compte approximativement une population de 190 habitants en 2006.

## Histoire
De 1975 à 1998, le village appartenait administrativement à la voïvodie d'Ostrołęka.